# 奥尔克沃
奥尔克沃（法語：Orquevaux，法語發音：[ɔʁkəvo]）是法国上马恩省的一个市镇，位于该省东北部，属于肖蒙区。

## 地理
奥尔克沃（48°18'4"N, 5°23'53"E）面积15.7 平方千米，位于法国大東部大區上马恩省，该省份为法国东北部内陆省份，北起马恩省和默兹省，西接奥布省，西南接科多尔省，东南接上索恩省，东临孚日省。
与奥尔克沃接壤的市镇（或旧市镇、城区）包括：阿扬维尔、尚布龙库尔、安贝尔维尔、勒尔维尔、雷内勒、圣布兰、沃赛涅苏拉福什。

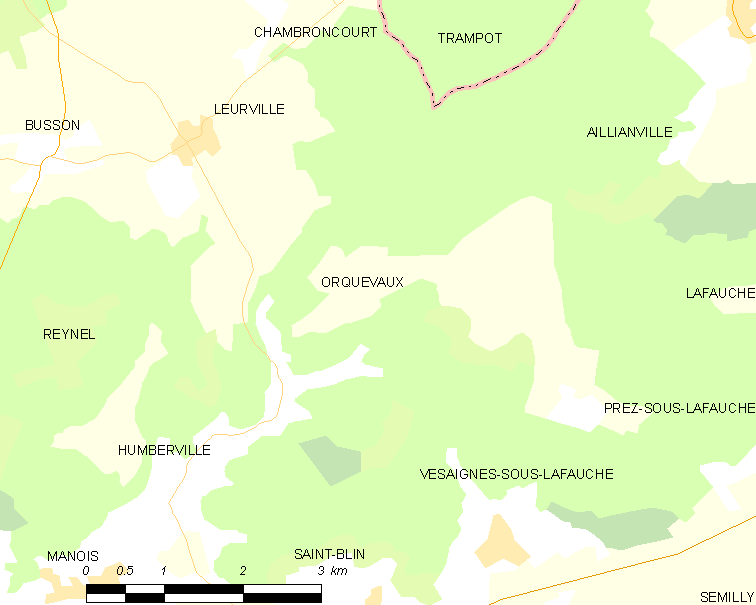
奥尔克沃的OSM定位图

奥尔克沃的时区为UTC+01:00、UTC+02:00（夏令时）。

## 行政
奥尔克沃的邮政编码为52700，INSEE市镇编码为52369。

## 政治
奥尔克沃所属的省级选区为普瓦松县。

## 人口

1962-2008年间奥尔克沃人口变化图示

奥尔克沃于2022年1月1日时的人口数量为69人。